# Ronald de Boer
Ronald de Boer (Hoorn, 15 de maig de 1970) és un exjugador i exentrenador de futbol neerlandès. És el germà bessó de Frank de Boer, també futbolista.

## Biografia
Va destacar de migcampista per la part dreta, tot i que també ocupava la posició de davanter. El 1987 es va iniciar en les categories inferiors de l'Ajax d'Amsterdam, entrenat llavors per Johan Cruyff. Va desenvolupar la major part de la seva carrera a l'Ajax, club on va assolir tots els títols possibles als Països Baixos, a Europa i la Copa Intercontinental, guanyada amb Louis van Gaal d'entrenador.
El 1998, va marxar al FC Barcelona amb el seu germà Frank. Al club català, només hi va guanyar una Lliga, jugant amb nombrosos futbolistes neerlandesos i d'altres nacionalitats com ara Patrick Kluivert, Phillip Cocu, Boudewijn Zenden, Rivaldo, Luís Figo, etc.
Després de la seva etapa al Barça, se'n va anar al Rangers FC d'Escòcia. Allà va guanyar la lliga escocesa abans de passar a l'Al-Rayyan i l'Al-Shamal de Qatar.

## Internacional
Amb la selecció de futbol dels Països Baixos va ser internacional 63 vegades; va marcar 13 gols; i participà, a més, en la Copa Mundial de Futbol de 1994 i a la Copa Mundial de Futbol de 1998, en la qual fou semifinalista. En l'Eurocopa de l'any 2000 també va arribar a les semifinals.

## Clubs
- 1987-1991: Ajax Amsterdam
- 1991-1993: FC Twente
- 1993-1998: Ajax Amsterdam
- 1998-2000: FC Barcelona
- 2000-2004: Rangers FC
- 2004-2005: Al-Rayyan
- 2005-2008: Al-Shamal

## Palmarès
- Ajax Amsterdam: 
  - 5 Lligues neerlandeses (1989-90; 1993-94; 1994-95; 1995-96; 1997-98).
  - 2 Copa dels Països Baixos (1993; 1997).
  - 3 Supercopa dels Països Baixos (1993; 1994; 1995).
  - 1 Lliga de Campions de la UEFA (1994-95).
  - 1 Supercopa d'Europa (1995).
  - 1 Copa Intercontinental (1995).
- FC Barcelona: 
  - 1 Lliga espanyola de futbol (1998-99).
- Rangers FC: 
  - 1 Lliga escocesa (2003).